# Ancylobothrys robusta
Ancylobothrys robusta är en oleanderväxtart som beskrevs av Jean Baptiste Louis Pierre. Ancylobothrys robusta ingår i släktet Ancylobothrys och familjen oleanderväxter. Inga underarter finns listade i Catalogue of Life.